# Benjamin Grüter
Benjamin Grüter (* 1974 in Zürich) ist ein Schweizer Schauspieler.

## Leben

### Ausbildung
Benjamin Grüter absolvierte von 1997 bis 2001 eine Schauspielausbildung an der Hochschule für Musik und Theater „Felix Mendelssohn Bartholdy“ in Leipzig. Während seiner Ausbildung spielte er zwei Jahre am Schauspielstudio des Staatsschauspiels Dresden.

### Theater
2001 wurde er nach seinem Abschluss von dem damaligen Intendanten Friedrich Schirmer als festes Ensemblemitglied an die Schauspielbühnen des Staatstheaters Stuttgart engagiert. Hier trat er u. a. in einer Dramatisierung von Arthur Schnitzlers Monolog Leutnant Gustl und als Liebhaber Mellefont in Lessings Trauerspiel Miss Sara Sampson auf.
2005, beim Intendantenwechsel von Friedrich Schirmer zu Hasko Weber, blieb Grüter weiterhin im festen Ensemble des Schauspiels Stuttgart. Er arbeitete in Stuttgart u. a. mit den Regisseuren Claudia Bauer, Elias Perrig, Erich Sidler, Volker Lösch, Stephan Rottkamp, Sebastian Baumgarten und Hasko Weber.
Zu Grüters Rollen am Schauspiel Stuttgart gehörten während der Intendanz von Hasko Weber u. a.: Tim in Dogville (2005), Kasimir in Kasimir und Karoline (2005), Snyder in Die heilige Johanna der Schlachthöfe (2006), Lwow in Iwanow (2006), Jim in Die Glasmenagerie (2009), Sekretär Wurm in Kabale und Liebe (2009), Hettore Gonzaga/Prinz von Guastalla in Emilia Galotti (2010) und die Titelrolle in Amphitryon (2011).
In der Spielzeit 2012/13 übernahm er am Schauspiel Stuttgart (im Ausweichquartier im Nationaltheater Mannheim) die Titelrolle in Molières Komödie Tartuffe, in der Inszenierung von Claudia Bauer. Ebenfalls in der Spielzeit 2012/13 trat er in Stuttgart am Schauspiel Nord als Heinrich Blaubart in Dea Lohers Theaterstück Blaubart – Hoffnung der Frauen auf; seine Partnerin war Lisa Bitter als Julia.
Ab der Spielzeit 2013/14 bis 2017 war Grüter festes Ensemblemitglied am Theater Bonn. Er spielte dort u. a. Gregers Werle in Die Wildente, König Gunter in Die Nibelungen (Premiere: Spielzeit 2013/14), den Schriftsteller Boris Alexejewitsch Trigorin in Die Möwe (Spielzeit 2014/15) und den ältesten Sohn Christian, der mit der Enthüllung eines Familiengeheimnisses die Geburtstagsfeier seines Vaters stört und damit „die Demontage einer gutbürgerlichen Familie“ in Gang setzt, in Das Fest (Spielzeit 2014/15). In der Spielzeit 2014/15 trat er außerdem in einer Bühnenfassung von Herz der Finsternis auf. Weitere Bonner Rollen Grüters waren der „fesche“ Offizier Oberstleutnant Werschinin in Drei Schwestern (Premiere: Spielzeit 2015/16), der Ortsvorsteher Momus in Das Schloss (Premiere: Spielzeit 2015/16), Pater Lorenzo in Romeo und Julia (Premiere: Spielzeit 2016/17) und der Oberlehrer Arnholm, den er erneut im „Typus eines smarten und meist überlegenen Geschäftsmannes“ verkörpert[e], in Die Frau vom Meer (Premiere: Spielzeit 2016/17).
In der Spielzeit 2017/18 gastierte er am Schauspielhaus Bochum als Nieminen in dem Theaterstück Der Mann ohne Vergangenheit (nach dem Film von Aki Kaurismäki). In der Spielzeit 2019/20 gastierte er am Schauspiel Stuttgart als Nikolas in Iwanow.

### Film und Fernsehen
Grüter hatte seit 2005 immer wieder auch einige Film- und Fernsehrollen. Der Schwerpunkt seiner Tätigkeit als Schauspieler ist jedoch weiterhin das Theater.
In der Krimireihe Tatort hatte er in dem Schweizer Tatort-Krimi Zwischen zwei Welten (2014) eine Nebenrolle als in Luzern lebender Vater der jüngsten Tochter einer ermordeten, alleinerziehenden Mutter. In dem ARD-Fernsehfilm Die Auserwählten (2014) spielte er die Rolle des erwachsenen Erik von der Burg, der als Junge an der Odenwaldschule sexuell missbraucht worden war. In dem ZDF-Krimi Wilsberg: 90-60-90 (Erstausstrahlung: Dezember 2014) war er der Assistent der Managerin des im Mittelpunkt der Handlung stehenden Models Sonja Conrad (Jasmin Lord).
Außerdem hatte er regelmäßig Gastauftritte in verschiedenen Fernsehserien. In der ZDF-Krimiserie SOKO Köln (Februar 2015) war er in einer Episodenrolle als Projektentwickler und Hotelplaner Robert Behring zu sehen. In der RTL-Fernsehserie Der Lehrer (Erstausstrahlung: Januar 2017) hatte er, an der Seite von Tessa Mittelstaedt, eine Episodenrolle; er stellte Bernd Golonka, den Vater einer 11-jährigen Schülerin, die sich als Junge fühlt, dar. In der 5. Staffel der ZDF-Serie Heldt (Dezember 2017) übernahm er eine der Episodenrollen als Kunde eines Repair-Cafés und ehemaliger JVA-Krankenpfleger, der an die versteckte Beute eines Patienten kommen will. In der ZDF-Fernsehserie SOKO Stuttgart (Februar 2018) war Grüter in einer Episodenhauptrolle als tatverdächtiger „Womanizer“ und Inhaber eines Barbershops zu sehen.
Seit dem 6. Film der ARD-Fernsehreihe Praxis mit Meerblick (Erstausstrahlung: März 2019) verkörpert er in einer Hauptrolle den Arzt Dr. Hannes Stresow, der als neuer Partner in die Allgemeinarztpraxis der Hauptfigur Nora Kaminski (Tanja Wedhorn) einsteigt.
Im Schweizer Tatort: Risiken mit Nebenwirkungen (2022) verkörperte Grüter den tatverdächtigen „mafiös gut angezogenen“ und „fischigkalten“ Anwalt Matteo Riva, den Kollegen und Geliebten einer ermordeten Spitzenjuristin.

### Sonstiges
Grüter ist regelmässig auch als Hörspielsprecher tätig, so u. a. in dem Agatha-Christie-Krimi Tot im dritten Stock, einer Produktion des SWR von 2006, Fünfkind von Marie T. Martin (SWR 2013) und in dem Radio-Tatort Finkbeiners Geburtstag (2010).
2003 erhielt Grüter von der Schweizer Armin-Ziegler-Stiftung die Auszeichnung als „Bester Nachwuchsschauspieler“. Er lebt in Gelsenkirchen.

## Filmografie (Auswahl)
- 2005: Diesmal für immer (Kurzfilm; Hochschulfilm)
- 2006: Ein Fall für B.A.R.Z.
- 2010: 180° – Wenn deine Welt plötzlich Kopf steht
- 2012: Lichtjahre (Kurzfilm)
- 2013: Das Problem des Schnellstfluges (Kurzfilm)
- 2014: Die Auserwählten (Fernsehfilm)
- 2014: Tatort – Zwischen zwei Welten (Fernsehreihe)
- 2014: Wilsberg – 90-60-90 (Fernsehreihe)
- 2015: Bettys Diagnose (Fernsehserie; Folge: Der Pilot)
- 2015: Tatort – Freddy tanzt (Fernsehreihe)
- 2015: SOKO Köln (Fernsehserie; Folge: Camila und die tote Nonne)
- 2016: Ein Fall für zwei (Fernsehserie; Folge: Das schwarze Schaf)
- 2017: Der Lehrer (Fernsehserie; Folge: Paula mehr Popo)
- 2017: Heldt (Fernsehserie; Folge: Das Dings mit dem Dingens)
- 2018: SOKO Stuttgart (Fernsehserie; Folge: Frischer Wind)
- 2018: Mia (Kurzfilm)
- 2018: Aufbruch in die Freiheit (Fernsehfilm)
- 2018: Rentnercops (Fernsehserie; Folge: Ich war das nicht)
- 2018: Marie Brand und der schwarze Tag (Fernsehreihe)
- seit 2019: Praxis mit Meerblick (Fernsehreihe, 21 Folgen)
  - 2019: Praxis mit Meerblick – Auf zu neuen Ufern
  - 2020: Praxis mit Meerblick – Alte Freunde
  - 2020: Praxis mit Meerblick – Sehnsucht
  - 2020: Praxis mit Meerblick – Familienbande
  - 2021: Praxis mit Meerblick – Herzklopfen
  - 2021: Praxis mit Meerblick – Vatertag auf Rügen
  - 2021: Praxis mit Meerblick – Hart am Wind
  - 2022: Praxis mit Meerblick – Mutter und Sohn
  - 2022: Praxis mit Meerblick – Was wirklich zählt
  - 2022: Praxis mit Meerblick – Schwesterherz
  - 2023: Praxis mit Meerblick – Rügener Sturköpfe
  - 2023: Praxis mit Meerblick – Dornröschen
  - 2023: Praxis mit Meerblick – Schwindel
  - 2024: Praxis mit Meerblick – Kleine Wunder
  - 2024: Praxis mit Meerblick – Die Kämpferin
  - 2024: Praxis mit Meerblick – Schiffbruch
  - 2024: Praxis mit Meerblick – Geheimnisse
  - 2025: Praxis mit Meerblick – Volle Kraft voraus
  - 2025: Praxis mit Meerblick – Verlobung mit Hindernissen
  - 2025: Praxis mit Meerblick – Neun Leben
  - 2025: Praxis mit Meerblick – Romeo & Julia
- 2022: Tatort: Risiken mit Nebenwirkungen (Fernsehreihe)
- 2024: Wilsberg: Blinde Flecken (Fernsehreihe)